# يونوت أندري
يونوت أندري (بالرومانية: Ionuţ Andrei)‏ هو متزلج جماعي روماني، ولد في 20 ديسمبر 1985.

## وصلات خارجية
- يونوت أندري على موقع IBSF (الإنجليزية)
- يونوت أندري على موقع أوليمبيديا (الإنجليزية)